# Laxå
Laxå  (em sueco: Laxå;  PRONÚNCIA) é uma pequena cidade da província histórica de Närke, na parte central da Suécia.

Está situada a 50 km a sudoeste da cidade de Örebro .
 
É mais conhecida como um nó ferroviário, a meio caminho entre Estocolmo e Gotemburgo.

Tem uma área de 4,45 km² e uma populacão de cerca de 3 200 habitantes.

É a sede do município de Laxå, pertencente ao condado de Örebro.

## Comunicações
A cidade de Laxå é atravessada pela estrada europeia E20 (Malmö-Gotemburgo-Laxå-Estocolmo), e é também um nó ferroviário, onde se encontram a Linha do Oeste (Gotemburgo-Laxå-Estocolmo) e a Linha da Värmland (Laxå-Charlottenberg-Noruega].

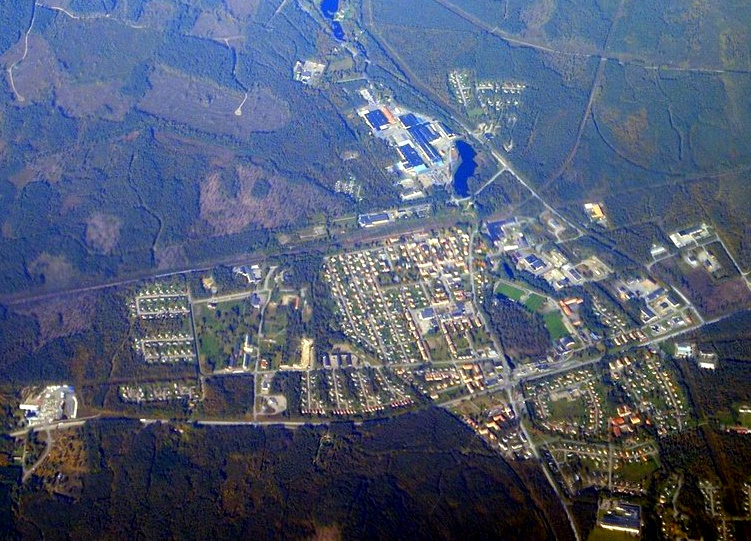
Vista aérea de Laxå.